# Pierre Odéon
Pierre Odéon, pseudónimo de Pierre Marie Perrin, (Pontivy, Francia, 5 de mayo de 1903 - París, 14 de diciembre de 1977) era un activista comunista libertario, objetor de conciencia y administrador del periódico Le Libertaire.

## Anarquista y antimilitarista
En 1921, siendo jefe de las Juventudes Anarquistas, fue condenado a seis meses de prisión por un cartel que incitaba a la insumisión en caso de guerra.
Responsable, en 1922-1923, de la Juventud Comunista Anarquista, estuvo activo en la Unión Anarquista hasta 1926, luego en la Unión Anarquista Comunista Revolucionaria a partir de 1928.
Convocado en octubre de 1929 para cumplir un período de reserva militar, no acudió y fue detenido en diciembre. En enero de 1930 se declaró objetor de conciencia ante el tribunal militar que lo condenó a un año de prisión. Inició una huelga de hambre con otros presos por la prohibición de recibir visitas. Al cabo de dos semanas se le reconoció el derecho, gracias a una campaña contra la prisión militar de Cherche-Midi.
En diciembre de 1930 fue puesto en libertad y participó activamente en la lucha por el reconocimiento de la objeción de conciencia y en el Comité de Acción contra las prisiones militares.

## Revolución española
Colaboró con el periódico Le Libertaire y fundó, en 1934, el periódico anarquista Le Tocsin - Contra todos los fascismos - Por la libertad.
Al inicio de la revolución social española de 1936, fundó con Louis Lecoin y Nicolas  Comité por la España Libre.
Acompaña a los camiones de víveres y armas en España, constantemente en las carreteras entre París y Aragón, pasando por Barcelona.
Participó en la creación de la Centuria Sébastien Faure de la Columna Durruti ( CNT - AIT ), y en 1937, en la organización de la Colonia Ascaso - Durruti, un orfanato en Llansá financiado por el Comité para la España Libre.

## Deportación
Durante la ocupación francesa fue arrestado por insultar a oficiales alemanes en un café, y deportado al campo de concentración nazi de Buchenwald y a las minas de sal de Wansleben am See.
Regresó a Francia en agosto de 1945  donde creó un boletín de enlace entre las familias de los desaparecidos.
Fue condecorado con la Legión de Honor.
El 2 de noviembre de 1946 participó, con muchos otros deportados franceses y españoles, en la manifestación celebrada en el Salón de las Sociedades Cultas en la Protesta contra el régimen de opresión que aún persiste en España y honra a los miles de españoles que murieron por la causa de la libertad.

## Comentario
Cuando defendió a Pierre Odéon, en 1930, detenido por haberse negado a ser reservista, Louis Lecoin escribió: Odéon sabe muy bien que el problema social por el que trabajamos sólo se resolverá mediante la revolución. No creo que mientras se espera esta revolución esté prohibido actuar individualmente, según los gustos, la fuerza de voluntad y el trabajo.